# Flash of the Spirit
Flash of the Spirit (deutsch Geistesblitz) ist ein Jazzalbum von Santi Debriano. Die circa 2020 entstandenen Aufnahmen erschienen am 22. Januar 2021 auf dem Label Truth Revolution Recording Collective.

## Hintergrund
Als Doktorand der Musikethnologie an der Wesleyan University las Debriano Flash of the Spirit: African and Afro-American Art and Philosophy, ein 1983 erschienenes Buch des Historikers Robert Farris Thompson; es weckte bei dem Musiker ein gesteigertes Interesse an afrikanischen Traditionen und Bräuchen, die von modernen schwarzen Kulturen in ganz Amerika beibehalten wurden. Mit seinem Album Flash of the Spirit drückte er seine Verbundenheit mit mehreren künstlerischen Traditionen gleichzeitig mit einer Aufnahme aus, die einen persönlichen kreativen Impuls enthält, der seine Reise von den schwarzen Gemeinden Panamas zu seinem derzeitigen Wohnsitz in Staten Island umfasst.
Debriano nahm seine Kompositionen mit dem Pianisten Bill O’Connell auf, der seit langem in der Latin-Jazz- und Post-Bop-Szene vertreten ist, ebenso wie Tommy Campbell und Francisco Mela, Schlagzeug. Hinzu kamen der Altsaxophonist Justin Robinson, die Flötistin Andrea Brachfeld und der brasilianische Perkussionist Valtinho Anastacio, der in Debrianos Ensemble Circlechant spielt, und Tim Porter auf der Mandoline. Neben seinen Eigenkompositionen spielte Debriano mit seiner Band auch drei Stücke von Kenny Barron („Voyage“), Ornette Coleman („Humpty Dumpty“) und Kenny Dorham („La Mesha“).

## Titelliste

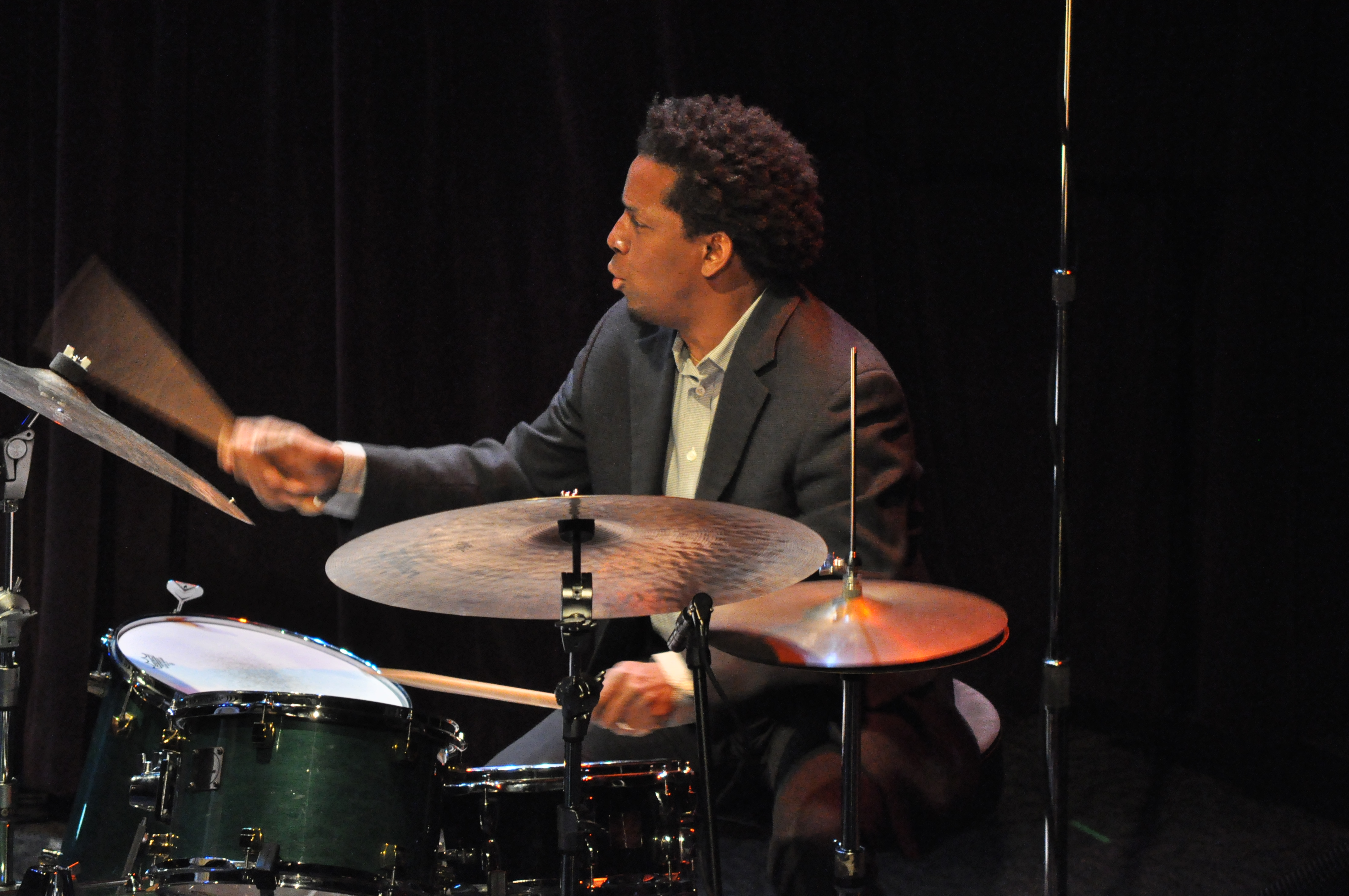
Francisco Mela mit McCoy Tyner (auf diesem Foto nicht gezeigt) in der Jazz Alley, Seattle 2012

- Santi Debriano: Flash of the Spirit (Truth Revolution Recording Collective TRRC054)[2]

1. Awesome Blues 6:32
2. Funky New Dorp 7:30
3. For Heaven’s Sake 2:42
4. Beneath the Surface 6:44
5. Toujours Petits 6:57
6. Humpty Dumpty (Ornette Coleman) 3:37
7. Natural Causes 8:10
8. Ripty Boom 6:29
9. La Mesha (Kenny Dorham) 7:50
10. Voyage (Kenny Barron) 5:51

Sofern nicht anders angegeben, stammen alle Kompositionen von Santi Debriano.

## Rezeption
Dave Sumner schrieb in Bandcamp Daily, es wäre leicht, diese Musik einfach als Nebenprodukt verschiedener Einflüsse zu bezeichnen; so seien die Einflüsse der Musik von Santi Debrianos Heimat Panama und seine langjährigen Wurzeln in der Shzene von New York City direkt auf dem Album zu spüren, ebenso wie die Erfahrung seiner Zusammenarbeit mit Jazzgrößen wie Archie Shepp, David Murray, Billy Hart, Chico Freeman, Sam Rivers und Charlie Rouse. Das Album des Bassisten zeichne sich jedoch vom ersten bis zum letzten Ton durch eine ansprechende Flüssigkeit aus, die den Hörer mitreiße. Manchmal hüpfe die Musik, manchmal groovt sie und manchmal schüttle sie sich; aber in jedem Fall habe dies einen erfreulichen Fluss.
Nach Ansicht von Paul Rauch, der das Album in All About Jazz rezensierte, ist die Interpretation von Ornette Colemans Stück „Humpty Dumpty“ vielleicht der Höhepunkt des Albums. Nach der gemeinsamen Angabe des Themas breche das Stück in Free-Jazz-Momente ab, wobei die Teilnehmer individuell und kollektiv frei spielen. Der Antrieb und die Energie von Debrianos Bassspiel seien der Treibstoff, der dieses Ensemble antreibe, egal ob er mit McConnell auf dem nostalgischen „Beneath the Surface“ mit dem Bogen im Duo spiele oder für seinen Blues „Ripty Boom“ hinter dem Bass führe. Inmitten dieser erstklassigen Ansammlung von Musikern seit es Debrianos Spiel, das den Fluss klar lenke. Bemerkenswerterweise erreiche er eine musikalische Einheit, Musik, die für seine persönlichen musikalischen und kulturellen Einsichten natürlich klinge. Es ist, als hätten sich alle [musikalischen] Zuflüsse, die ihm sein Leben offenbart hat, endlich zusammengeschlossen, um in das unendliche Meer des Klangs zu fließen.
Jonathan Blackman schrieb im Occhi Magazine, die Verbindung zwischen mehreren kulturellen Identitäten könne sowohl ein Geschenk als auch ein Fluch sein, und man könne froh sein, dass Künstler wie Santi Debriano darüber durch das Mittel der Musik diskutieren. Der Bassist sei definitiv ein Alleskönner; sein kultureller Überfluss habe es ihm gleichermaßen ermöglicht, in vielen musikalischen Idiomen zu Hause zu sein, die zwar manchmal unverwechselbar sein können, sich aber auch in diese wunderbar begabte Stimme eingeschmolzen haben, die man hier erleben dürfe.